# Robert Anderson (polis)
Sir Robert Anderson, född 29 maj 1841 i Dublin, död 15 november 1918 i London, var en brittisk teolog och polis verksam inom Metropolitanpolisen. Han var biträdande polismästare åren 1888–1901 och involverad i utredningen kring morden i Whitechapel-området i London som tillskrivits Jack Uppskäraren.
År 1910 gav han ut en självbiografi betitlad The Lighter Side of My Official Life. Åtta år senare, 1918, dog han i London i spanska sjukan.
Anderson publicerade ett flertal böcker i bibelexegetik.